# A 2012. évi téli ifjúsági olimpiai játékok éremtáblázata
A 2012. évi téli ifjúsági olimpiai játékok éremtáblázata egy rangsor, amely a sportolók által megszerezhető érmek számából tevődik össze. A 2012. évi téli ifjúsági olimpiai játékokat Innsbruckban rendezték 2012. január 13–22. között.
Az olimpián olyan páros- vagy csapatversenyszámokat is rendeztek, amelyek csapataiban különböző nemzetek sportolói is szerepeltek közösen. Ezek az érmek a táblázatban „Nemzetek vegyes részvételei” néven vannak feltüntetve.
Magyarország 2 ezüstéremmel az éremtáblázat 21. helyén végzett, Észtországgal holtversenyben.

## Éremtáblázat
Jelmagyarázat:
| Ausztria (rendező nemzet) |
| Magyarország              |

Sorrend: Aranyérmek száma, Ezüstérmek száma, Bronzérmek száma, Nemzetnév. A táblázatban az egyes számoszlopok legmagasabb értéke, vagy értékei vastagítással kiemelve.
| A 2012. évi téli ifjúsági olimpiai játékok éremtáblázata | A 2012. évi téli ifjúsági olimpiai játékok éremtáblázata | A 2012. évi téli ifjúsági olimpiai játékok éremtáblázata | A 2012. évi téli ifjúsági olimpiai játékok éremtáblázata | A 2012. évi téli ifjúsági olimpiai játékok éremtáblázata | Olimpia  |
| -------------------------------------------------------- | -------------------------------------------------------- | -------------------------------------------------------- | -------------------------------------------------------- | -------------------------------------------------------- | -------- |
|                                                          | Ország                                                   | Arany                                                    | Ezüst                                                    | Bronz                                                    | Összesen |
| 1.                                                       | Németország (GER)                                        | 8                                                        | 7                                                        | 2                                                        | 17       |
| 2.                                                       | Kína (CHN)                                               | 7                                                        | 4                                                        | 4                                                        | 15       |
| 3.                                                       | Ausztria (AUT)                                           | 6                                                        | 4                                                        | 3                                                        | 13       |
| 4.                                                       | Dél-Korea (KOR)                                          | 6                                                        | 3                                                        | 2                                                        | 11       |
| 5.                                                       | Oroszország (RUS)                                        | 5                                                        | 4                                                        | 7                                                        | 16       |
| 6.                                                       | Hollandia (NED)                                          | 4                                                        | 1                                                        | 2                                                        | 7        |
| —                                                        | Nemzetek vegyes részvételei                              | 3                                                        | 3                                                        | 3                                                        | 9        |
| 7.                                                       | Svájc (SUI)                                              | 3                                                        | 0                                                        | 5                                                        | 8        |
| 8.                                                       | Japán (JPN)                                              | 2                                                        | 5                                                        | 9                                                        | 16       |
| 9.                                                       | Norvégia (NOR)                                           | 2                                                        | 5                                                        | 2                                                        | 9        |
| 10.                                                      | Egyesült Államok (USA)                                   | 2                                                        | 3                                                        | 3                                                        | 8        |
| 11.                                                      | Franciaország (FRA)                                      | 2                                                        | 2                                                        | 5                                                        | 9        |
| 12.                                                      | Olaszország (ITA)                                        | 2                                                        | 2                                                        | 1                                                        | 5        |
| 13.                                                      | Finnország (FIN)                                         | 2                                                        | 2                                                        | 0                                                        | 4        |
| 13.                                                      | Svédország (SWE)                                         | 2                                                        | 2                                                        | 0                                                        | 4        |
| 15.                                                      | Kanada (CAN)                                             | 2                                                        | 1                                                        | 6                                                        | 9        |
| 16.                                                      | Szlovénia (SLO)                                          | 1                                                        | 4                                                        | 2                                                        | 7        |
| 17.                                                      | Lettország (LAT)                                         | 1                                                        | 1                                                        | 1                                                        | 3        |
| 18.                                                      | Csehország (CZE)                                         | 1                                                        | 1                                                        | 0                                                        | 2        |
| 19.                                                      | Marokkó (MAR)                                            | 1                                                        | 0                                                        | 0                                                        | 1        |
| 19.                                                      | Szlovákia (SVK)                                          | 1                                                        | 0                                                        | 0                                                        | 1        |
|                                                          |                                                          |                                                          |                                                          |                                                          |          |
| 21.                                                      | Észtország (EST)                                         | 0                                                        | 2                                                        | 0                                                        | 2        |
| 21.                                                      | Magyarország (HUN)                                       | 0                                                        | 2                                                        | 0                                                        | 2        |
| 23.                                                      | Kazahsztán (KAZ)                                         | 0                                                        | 1                                                        | 2                                                        | 3        |
| 24.                                                      | Belgium (BEL)                                            | 0                                                        | 1                                                        | 0                                                        | 1        |
| 24.                                                      | Fehéroroszország (BLR)                                   | 0                                                        | 1                                                        | 0                                                        | 1        |
| 24.                                                      | Nagy-Britannia (GBR)                                     | 0                                                        | 1                                                        | 0                                                        | 1        |
| 24.                                                      | Ukrajna (UKR)                                            | 0                                                        | 1                                                        | 0                                                        | 1        |
|                                                          |                                                          |                                                          |                                                          |                                                          |          |
| 28.                                                      | Ausztrália (AUS)                                         | 0                                                        | 0                                                        | 2                                                        | 2        |
| 29.                                                      | Andorra (AND)                                            | 0                                                        | 0                                                        | 1                                                        | 1        |
| 29.                                                      | Monaco (MON)                                             | 0                                                        | 0                                                        | 1                                                        | 1        |
|                                                          |                                                          |                                                          |                                                          |                                                          |          |
| Összesen                                                 | Összesen                                                 | 63                                                       | 63                                                       | 63                                                       | 189      |

## A nemzetek szerzett érmei a vegyes versenyszámokban
- Svájc és Németország vegyes párosa aranyérmet nyert curlingben.
- Norvégia és Dél-Korea vegyes párosa ezüstérmet nyert curlingben.
- Az Egyesült Államok és Oroszország vegyes párosa bronzérmet nyert curlingben.
- Az Egyesült Államok, Japán és Fehéroroszország vegyes csapata aranyérmet nyert műkorcsolyában.
- Finnország, Ukrajna és Oroszország vegyes csapata ezüstérmet nyert műkorcsolyában.
- Dél-Korea, Kazahsztán és Franciaország vegyes csapata bronzérmet nyert műkorcsolyában.
- Dél-Korea, Kína és Nagy-Britannia vegyes csapata aranyérmet nyert rövidpályás gyorskorcsolyában.
- Kína, Ukrajna és Nagy-Britannia vegyes csapata ezüstérmet nyert rövidpályás gyorskorcsolyában.
- Dél-Korea, Franciaország, Ausztria és Oroszország vegyes csapata bronzérmet nyert rövidpályás gyorskorcsolyában.